# Йон Думітру
Йон Думітру (рум. Ion Dumitru нар. 2 січня 1950, Бухарест) — румунський футболіст і футбольний тренер. Він двічі ставав футболістом року Румунії та провів 442 гри в вищій лізі Румунії, також зіграв 27 матчів в єврокубках, в яких забив два голи. У складі збірної Румунії брав участь в чемпіонаті світу 1970 року в Мексиці.

## Кар'єра гравця

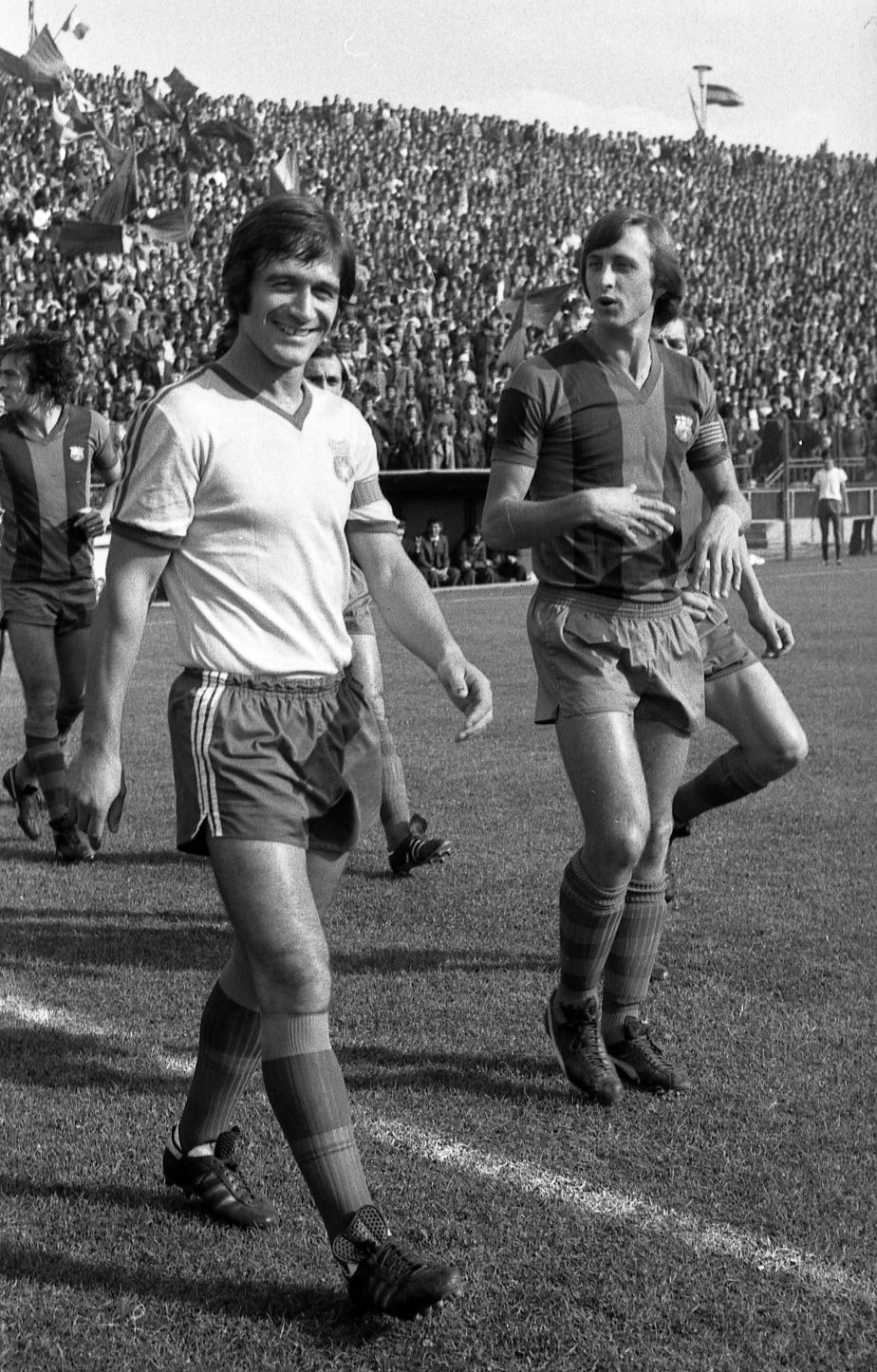
Йон Думітру (ліворуч) і Йоган Кройфф в 1977 році.

### Клубна кар'єра
Півзахисник Думітру почав молодіжну кар'єру в 1963 році в «Конфекції» (Бухарест) та в наступному році перебрався в «Рапід», де 10 березня 1968 дебютував на дорослому рівні в матчі проти «Арджеша». Він залишався в «Рапіді» до 1972 року (в тому році завоював кубок Румунії), коли перейшов в « Стяуа».
Після двох титулів чемпіона і двох перемог в кубку з армійським клубом він перейшов в 1980 році в «Політехніку» (Тімішоара), з якою в 1981 році дійшов до фіналу кубка.
У 1982 році Думітру перейшов в «Університатю» (Крайова), де зіграв лише в чотирьох матчах ліги. Він покинув клуб в 1983 році і провів наступний сезон в «ЧФР Тімішоара» з другого дивізіону, а потім став граючим тренером «УМТ Тімішоара».
У 1984 році Думітру повернувся в «Політехніку», а в зимову перерву сезону 1985/86 повернувся в свій перший клуб, «Рапід», де в сезоні 1987/88 був граючим тренером. 19 червня 1988 року зіграв свій останній матч у вищій лізі.

### Національна збірна
9 лютого 1970 року дебютував в офіційних матчах у складі національної збірної Румунії в матчі проти Перу.
У складі збірної був учасником чемпіонату світу 1970 року у Мексиці, на якому він провів усі три матчі — проти Англії, Чехословаччини та Бразилії, але команда не подолала груповий етап.
Загалом Думітру зіграв 50 матчів за збірну Румунії і забив десять голів. Крім того, Думітру зіграв сім матчів за збірну Румунії до 23 років, голів не забивав. Ще сім матчів за збірну, в яких Думітру забив два м'ячі, були в 1999 році визнані ФІФА неофіційними, оскільки вони були зіграні в рамках кваліфікації до Олімпіади.

## Кар'єра тренера
Перший тренерський досвід Думітру отримав ще в останні роки ігрової кар'єри. У 1988 році Думітру вперше відправився за кордон, очоливши німецький «Вюрцбургер Кіккерс». У першій половині дня Думітру водив вантажівку, займався перевезенням меблів, у другій половині дня він займався тренерською діяльністю. Через брак грошей Думітру не міг відвідувати заняття в Німецькому спортивному університеті в Кельні і замість цього відвідував приватні футбольні школи.
У 1990 році він повернувся до Румунії, щоб продовжити роботу тренером. За підтримки свого колишнього товариша по команді Корнела Діну Думітру в 1994 очолив « Прогресул», який покинув в квітні 1995 року, після 24-го туру.
Після сезону 1994/95 він перейшов в клуб другого дивізіону «Жиул» (Петрошань), з яким завоював підвищення в Дивізію А. У сезоні 1996/97 він провів з «Жиулом» тільки два матчі, а потім очолив «Рапід», де працював до березня 1997 року.
У 1998 році він деякий час був тренером «Рокара» (Бухарест). У вересні 1998 року його дискваліфікували на шість місяців після того, як він напав на рефері в домашньому матчі «Рокара» проти «Брашова». Думітру використовував час дискваліфікації в своїй країні, переїхавши в Сирію, де очолив місцевий в «Аль-Джаїш». Разом з клубом він став чемпіоном Сирії 1999 року і в тому ж році дійшов до фіналу Арабської ліги чемпіонів. Слідом за цим Думітру переїхав в Саудівську Аравію, в «Аль-Таї», з яким він в кінці сезону 2000 року вилетів з вищої ліги.
У листопаді 2000 року він перейшов в клуб другого румунського дивізіону «Політехніка» (Ясси), який покинув 1 квітня 2001 року через погані результати команди і до кінця сезону 2000/01 очолював клуб «Каллатіс Мангалія».
Як тільки Георге Хаджі став тренером національної збірної Румунії, в липні 2001 року Думітру був призначений тренером збірної U-19 і ледь не вивів команду на чемпіонат Європи в Норвегії.
У 2002 році він знову покинув країну, відправившись до Німеччини, в сезоні 2002/03 він тренував «Гайльбронн», а влітку 2003 року став тренером молодіжного складу «Аль-Хіляля» з Саудівської Аравії. Пізніше в тому ж році Думітру повернувся до Румунії і став тренером молодіжного складу в «Рапіді».
Під час зимової перерви сезону 2005/06 «Арджксул Міхалешті», що знаходився під загрозою вильоту в третій дивізіон, об'єднався з клубом четвертого дивізіону «Конкордія Кіажна» і Йон Думітру зайняв на початку 2006 року посаду технічного директора в новому клубі, команда виступала під назвою «Конкордія Кіажна — Міхалешті».
Перед початком нового сезону команда отримала нинішню назву «Конкордія Кіажна», а Думітру змінив Васіле Бардеша на посаді тренера і в 2007 році вивів клуб в Лігу II. Йон Думітру був удостоєний титулу почесного громадянина комуни Кіажна. Після восьмого туру сезону 2008/09 Йона Думітру змінив на тренерському посту Думітру Болборея. Йон залишився в структурі клубу на посаді технічного директора і знову став тренером 5 жовтня 2009 року, а попередній тренер Адріан Бумбеску став його помічником. 6 квітня 2010 роки контракт з Думітру був розірваний через погані результати клубу.
Надалі Думітру емігрував зі своєю сім'єю до Німеччини, щоб працювати в компанії друга. Після того, як робота стала приносити менше грошей, і Думітру не знайшов інших можливостей для заробітку, він повернувся з дружиною і дочкою в Румунію і 11 січня 2011 року він став тренером другої команди «Стяуа» з другої ліги, з якою в чотирьох матчах чемпіонату програв два і ще два зіграв внічию. 30 березня 2011 року Думітру оголосив, що буде працювати в клубі до літа. Потім він став дитячим і молодіжним тренером «Конкордія Кіажна».

## Титули і досягнення

### Командні
- Чемпіон Румунії (2):

«Стяуа»: 1975/76, 1977/78
- Володар Кубка Румунії (4):

«Рапід» (Бухарест): 1971/72
«Стяуа»: 1975/76, 1978/79
«Університатя» (Крайова): 1982/83

### Особисті
- Футболіст року в Румунії: 1973, 1975

## Особисте життя
Син Йона Думітру, Клаудіу, також футболіст, виступав за «Рапід Бухарест».